# Bolesław Prus
Aleksander Głowacki, známý pod pseudonymem Bolesław Prus (1847–1912, Varšava), byl polský prozaik a publicista období pozitivismu a realismu, jehož tvorba odráží základní proměny společnosti ve 2. polovině 19. století. Byl také mimo jiné kronikářem Varšavy, filosofem, popularizátorem vědy či propagátorem turistiky a cykloturistiky.

## Životopis

### Dětství a mládí

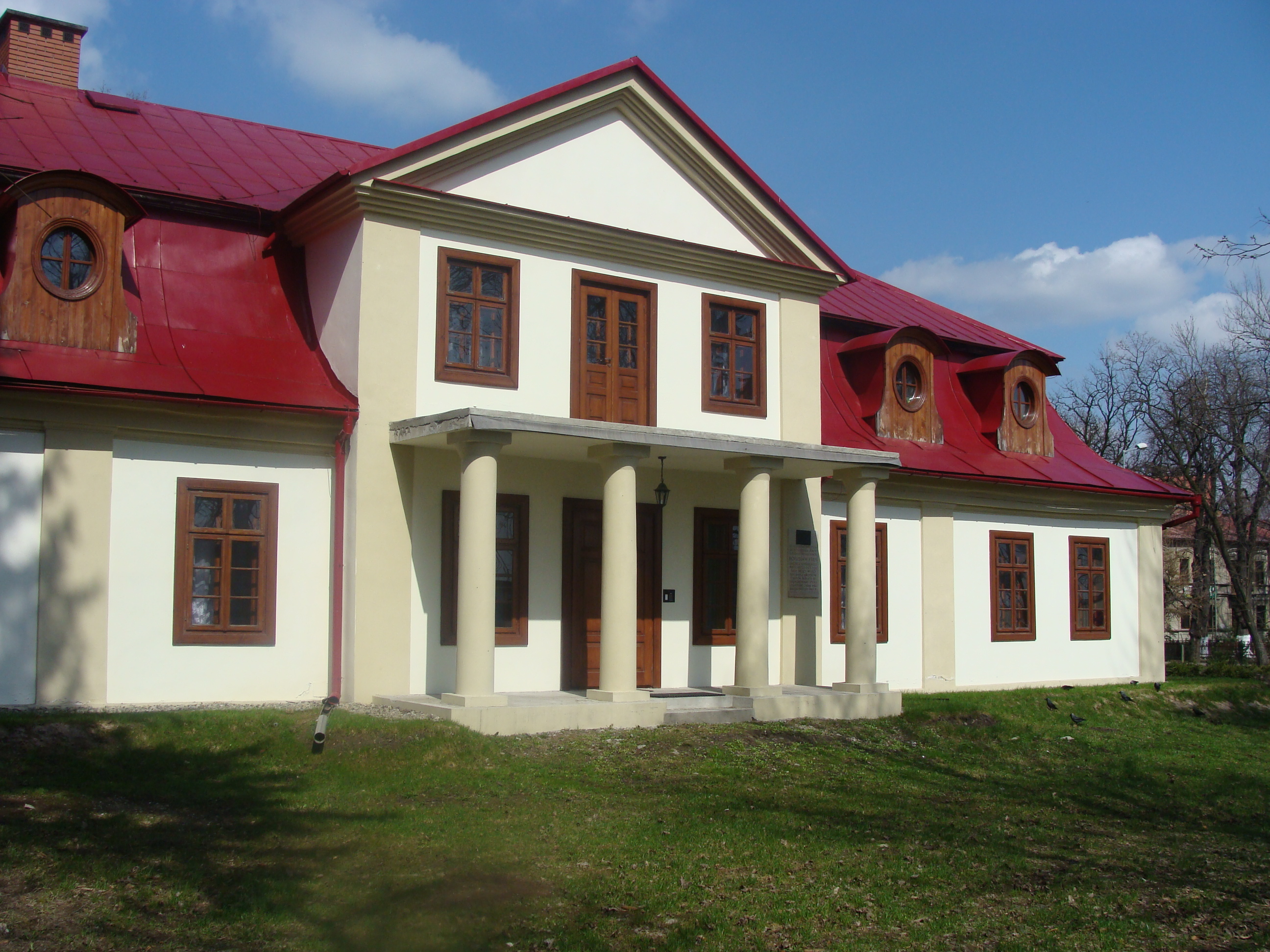
Dům, ve kterém se B. Prus narodil

Narodil se 20. srpna roku 1847 ve městě Hrubieszów v Lublinském vojvodství. Jeho otec Antoni Głowacki byl ekonom se šlechtickými kořeny (svůj pozdější literární pseudonym si Aleksander Głowacki zvolil dle rodového erbu). Aleksandrova matka Apolonia Trembińska zemřela, když chlapci byly 3 roky. O šest let později mu zemřel také otec a o malého Aleksandra se starala jeho babička Marcjanna Trembińska, jež bydlela ve městě Puławy. Po její smrti se chlapec přestěhoval k tetě Domicele z Trembińskich Olszewské do Lublinu, kde 4 léta navštěvoval reálku (do roku 1857). Poté bydlel ve městě Siedlce (1861), kde se o něj staral o 13 let starší bratr Leon Głowacki, učitel historie. Společně se v roce 1862 přestěhovali do Kielc, kde Aleksander navštěvoval školu.

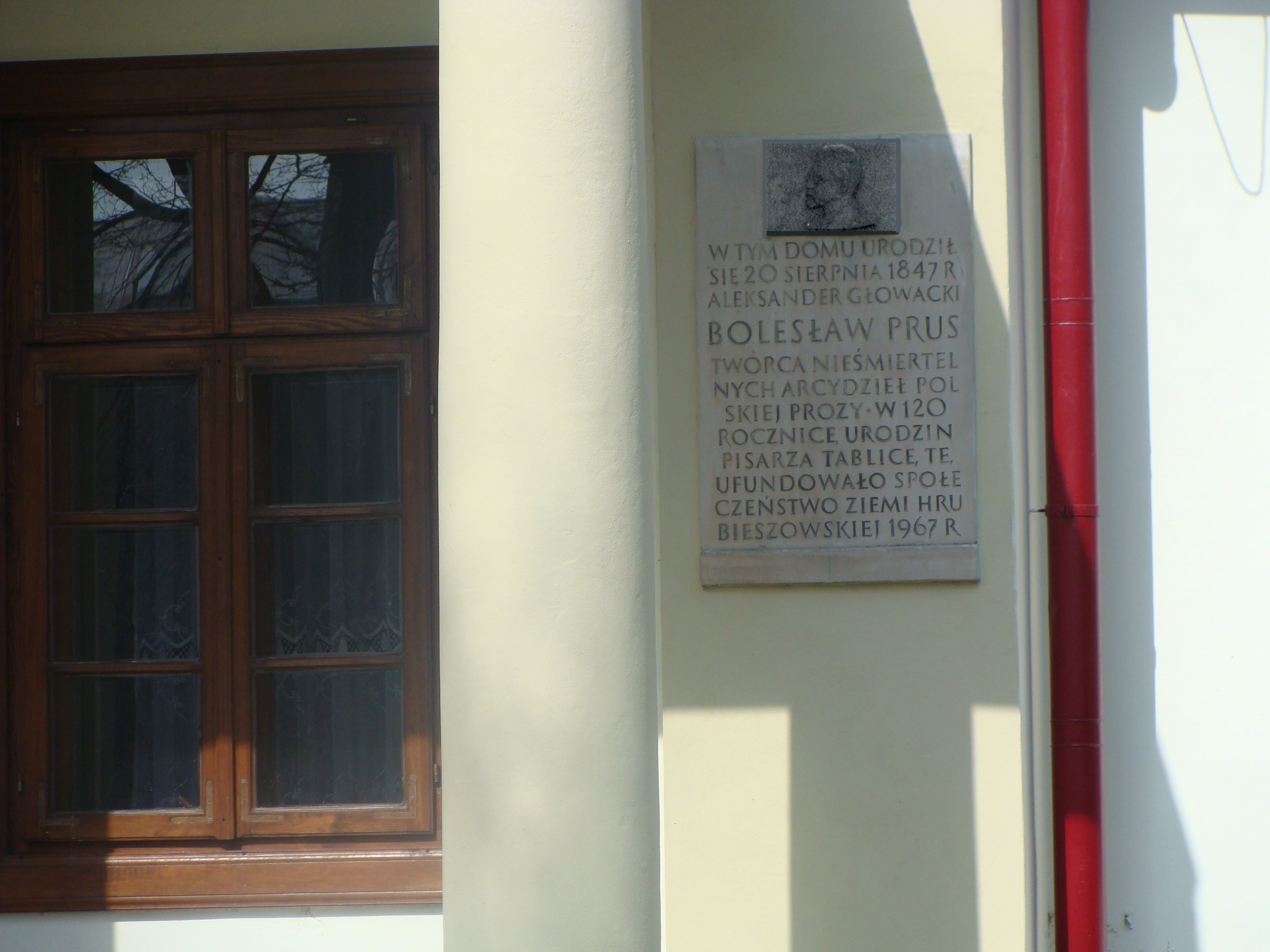
Pamětní deska na domě, v němž se B. Prus narodil (Hrubieszów)

Vlivem staršího bratra Leona, příslušníka strany „Červených“, 16letý Aleksander Głowacki v roce 1863 přerušil školu a účastnil se lednového povstání. 1. září byl raněn během potyčky ve vsi Białki, vzdálené 4 km od Siedlec. Dostal se ruského zajetí, ale vzhledem k jeho mladému věku a na přímluvu tety se mohl po propuštění z nemocnice vrátit do Lublinu a bydlet z rodinou. 10. ledna roku 1864 byla v „Kurierze Niedzielnym“ publikována jeho báseň Do Pegaza, podepsána pod pseudonymem Jan w Oleju.
20. ledna roku 1864 byl Głowacki za účast v povstání zatčen. Od ledna do května byl vězněn na Lublinském zámku a v kasárnách (dnes budova katolické univerzity). Vojenský soud mu odebral šlechtický titul. Poněvadž jeho starší bratr Leon Głowacki trpěl nevyléčitelnou psychickou chorobou, staral se o Aleksandra strýc Klemens Olszewski. Po propuštění z vězení chlapec v Lublině opět chodil do školy, kterou konečně ukončil 30. června roku 1866 s vynikajícími výsledky. Chtěl studovat v Petrohradě, ale z finančních důvodů nemohl. Proto začal studovat na matematicko-fyzikální fakultě ve Varšavě. Na studia si vydělával jako domácí učitel, ale to mu mnoho prostředků nepřineslo. Ve volných chvílích pod pseudonymem Jan w Oleju psával do "Kuriera Świątecznego". I přesto musel kvůli finančním problémům svá studia ve 3. ročníku ukončit (1869). Poté se přestěhoval do Puław, kde začal studia na lesnické fakultě, ale již v září roku 1870 se vrátil do Varšavy, neboť měl konflikt s jedním z ruských profesorů.

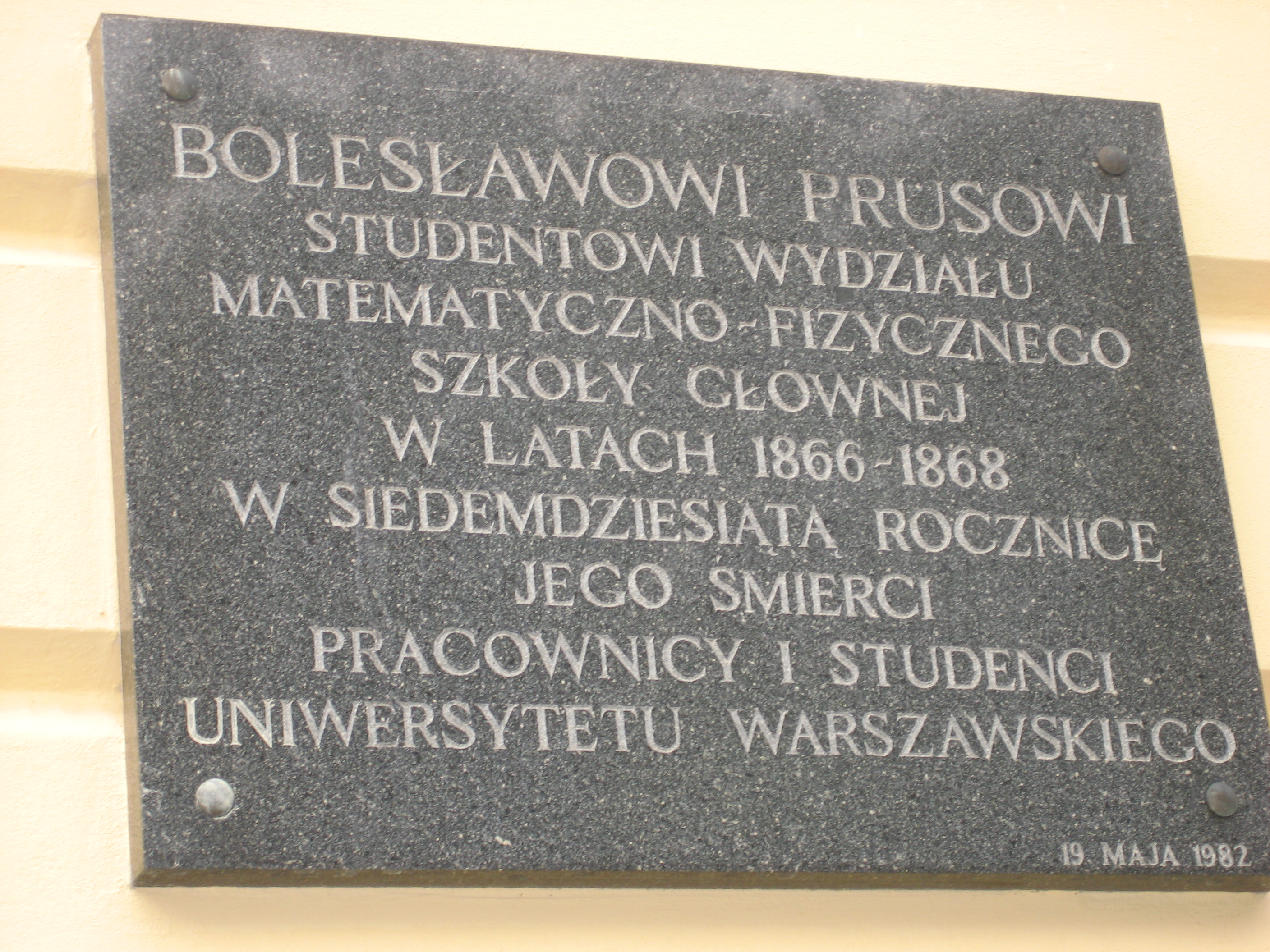
Pamětní deska na Varšavské univerzitě ('Pałac Kazimierzowski')

Vystřídal mnoho zaměstnání, byl mimo jiné fotografem, pouličním umělcem či zámečníkem. V roce 1871 přeložil knihu anglického filozofa Johna Stuarta Milla Logika, k níž napsal i doslov. Poprvé také zkusil práci novináře.

### Žurnalistika a beletristika
Za tiskový debut Aleksandra Głowackého se považuje článek z 29. května 1872 ve 22. čísle časopisu "Opiekun domowy" s názvem Nasze grzechy. V tom samém roce v časopise "Niwa" publikoval první populárně-naučný článek O elektryczności. Na stránkách časopisu "Opiekun domowy" se v roce 1872 také objevily jeho první fejetony Listy ze starego obozu, které autor poprvé podepsal pseudonymem Bolesław Prus. Pravého jména Aleksander Głowacki se totiž tehdy rozhodl užívat pouze pro vážné články.
Głowacki začal také spolupracovat se satirickými časopisy "Mucha" (od roku 1873) a "Kolce" (od roku 1874), pro které psal žerty Szkice społeczne a početné humoresky (nejznámější jsou Kłopoty babuni a To i owo). V časopise "Niwa" se objevil jeho fejeton Sprawy bieżące. Všechny články v těchto časopisech (z důvodu jejich zábavného charakteru) autor podepisoval příjmením Prus.
V roce 1874 Głowacki pracoval pro deník "Kurier Warszawski", na jehož stránkách se objevila série sedmi příspěvků z cyklu Szkice warszawskie. Ten stejný časopis od roku 1875 začal zveřejňovat Kartki z podróży (fejetony a reportáže psané během početných reportážních cest po celé zemi) a také cyklus Kronika tygodniowa, která Prusovi přinesla největší popularitu. Ve článcích se zmiňoval o záležitostech politických, společenských i morálních. Čtenáře přitahoval trefnými postřehy a odvážnými polemikami.
Kariéra fejetonisty v několika časopisech, kterou zpočátku bral druhořadě (měl stálou práci pokladníka v bance), přinesla Prusowi dobré příjmy a dočasně zajistila finanční stabilitu. To mu pomohlo zrealizovat manželský plán. 14. ledna roku 1875 se Aleksander Głowacki v lublinském kostele oženil s Oktawií Trembińskou, dalekou sestřenicí z matčiny strany. Nikdy se nedočkali vlastních potomků. Jejich adoptovaný syn Emil jako 18letý spáchal sebevraždu z nešťastné lásky.
V roce 1876 Prus začal spolupracovat s časopisem "Ateneum" (do něhož psal hlavně Kroniki miesięczne) a v roce 1877 též s týdeníkem "Nowiny", jehož od roku 1882 redigoval. Na stránkách týdeníku umístil mj. kontroverzní dokument Szkic programu w warunkach obecnego rozwoju społeczeństwa. Ve stejné době se čím dál tím více rozvíjela také jeho činnost beletristická. Roku 1879 Prus vstoupil do svého novelistického období, které trvalo až do roku 1885. Nikdy se ale nepřestal věnovat novinařině. V roce 1881 začal psát pro "Tygodnik Ilustrowany" a v roce 1887 pro "Kurier Codzienny". Většina jeho povídek, novel a později románů byla poprvé publikována na stránkách novin, se kterými spolupracoval.
Když v roce 1883 Prusem vedený týdeník "Nowiny" upadl, na spisovatele znovu dolehly finanční problémy. Tehdy se věnoval zejména svým románům. Navázal také spolupráci s polským týdeníkem "Kraj", vydávaným v Petrohradě, pro který psal články Korespondencje z Warszawy. V roce 1885 se Prus seznámil se slavným malířem Stanisławem Witkiewiczem, který byl tehdy spoluredaktorem časopisu "Wędrowiec". Díky známosti s Witkiewiczem byl Prus na krátkou dobu s tímto časopisem svázán. Na jeho stránkách publikoval několik povídek a novel a také první polský naturalistický román Placówka (v čes. překladu Přední stráž).

### Soukromý život
V roce 1882 Prus poprvé odjel na rekreaci do Nałęczówa, lázeňského městečka nedaleko Lublinu. Od té doby se městečko stalo jeho oblíbeným místem odpočinku, které navštěvoval přes 30 let až do své smrti. Dnes se v Nałeczowě nachází muzeum Bolesława Pruse.
V roce 1892 byl za svědka na svatbě Stefana Żeromského a jeho manželky Oktawie Rodkiewiczové. Seznámili se během jednoho pobytu v Nałeczowě. Prus se také o začínajícího spisovatele staral.
V roce 1895 Prus odjel na svou jedinou zahraniční cestu do Německa, Švýcarska a Francie. Spisovatel navštívil mj. Berlín, Drážďany, Karlovy Vary, Rapperswil (kde se potkal se Żeromským) a Paříž.

### Poslední léta
Na konci života se díky své publicistické práci (zejména v létech 1904–1905) stal velkou autoritou. Byl považován za vzorového reprezentanta utilitarismu a společné práce. Do konce života se účastnil společenských akcí a ujímal se patronátu mnoha iniciativ a záměrů. Staral se o sirotky, byl spoluzakladatelem semináře pro učitele nebo starostou spolku Stowarzyszenie Kursów dla Analfabetów Dorosłych. Ve své závěti odkázal stipendia pro talentované děti, pocházející z chudých vesnických rodin. V posledním období života (jistě v roce 1911) přijížděl na odpočinek do Milanówka.
Zemřel na srdeční záchvat v 64 letech. Pohřeb se konal 22. května roku 1912. Účastnilo se jej mnoho jeho ctitelů a pohřeb přerostl ve velkou manifestaci varšavských obyvatel.
Byl pochován na varšavském hřbitově na Powązkach, kde je na pomníku Stanisława Jackowského napsáno "Serce serc".

## Tvorba
Prozaická tvorba Bolesława Pruse patří k největším úspěchům polské literatury. Je blízká tvorbě takových spisovatelů jako Charles Dickens nebo Anton Pavlovič Čechov.
Tématem jeho rané tvorby bylo vyjádření společenské křivdy, kterou stavěl do kontrastu s prázdnotou statkářského života (viz např. Andělka).
V té době byl Prus svědkem tragických lidských osudů a nespravedlivosti, způsobené raně kapitalistickým hospodářstvím (viz např. Vlna se vrátila). Nadcházející jevy společensko-hospodářské Prus ve svých dílech analyzoval a hodnotil.

Jeho prvním velkým dílem byl román Přední stráž (1885–1886), který byl zpočátku vydáván na stránkách časopisu "Wędrowiec". Dále vznikla jeho epická panoráma tehdejší Varšavy – román Loutka (1887–1889 "Kurier Codzienny"). Jeho knižní vydání roku 1890 vyšlo ve třech svazcích. 
Napsal také společensko-mravní román Emancipantky (1890–1893) "Kurier Codzienny", knižní vydání 1894). Ve svém jediném historickém románu Farao (1895–1896 "Tygodnik Ilustrowany", knižní vydání 1897) ukázal na pozadí historie starověkého Egypta mechanismy moci, státu a společnosti. Dále roku 1909 vydal ještě jeden román Děti revoluce (1908 "Tygodnik Ilustrowany", knižní vydání 1909), v němž vystavil kritice ruskou revoluci v roce 1905. Smrt mu nedovolila ukončit poslední, nedokončený román Przemiany (1911–1912 "Tygodnik Ilustrowany").
V letech 1953–1970 vyšel ve 20 dílech jeho výbor Kronik.

## Dílo

### Novely a povídky
- Pałac i rudera (1875; povídka), čes. Palác a chatrč
- Przygoda Stasia (1879; povídky), čes. Povídky
- Powracająca fala (1880; povídka), čes. Vlna se vrátila
- Michałko (1880, povídka)
- Antek (1880, povídka)
- Nawrócony (1880)
- Prus, B. Lalka. 3. díl. Warszawa: Wydawnictwo Gebethnera i Wolffa, 1890. 439 S. (Ve formátu DjVu)Katarynka (1880, novela)
- Kamizelka (1882, novela)
- On (1882)
- Milknące głosy (1883)
- Grzechy dzieciństwa (1883), čes. Hříchy dětství
- Na wakacjach (1884)
- Omyłka (1884)
- Pleśń świata (1884)
- Żywy telegraf (1884)
- Cienie (1885)
- Z legend dawnego Egiptu (1888)
- Sen (1890)

### Romány
- Dusze w niewoli (románový debut, knižní vydání 1877)
- Anielka (poslední verze 1885; často se zahrnuje do povídek), čes. Andělka
- Placówka (knižní vydání 1886), čes. Přední stráž
- Lalka (knižní vydání 1890), čes. Loutka (1902 - dostupné online)
- Emancypantki (knižní vydání 1894), čes. Emancipantky
- Faraon (knižní vydání 1897), čes. Farao
- Dzieci (knižní vydání 1909), čes. Děti revoluce

## Fotogalerie

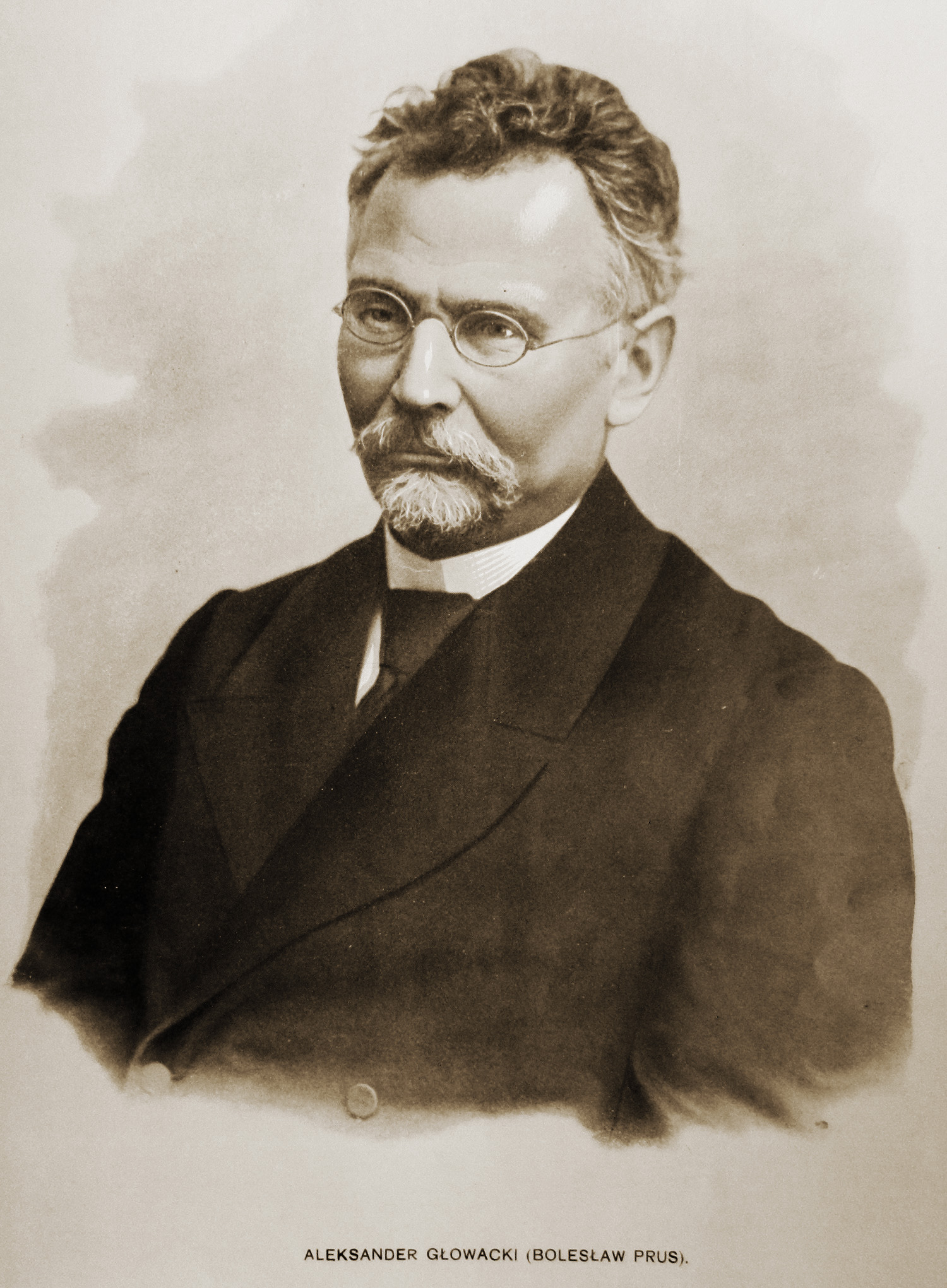
Bolesław Prus
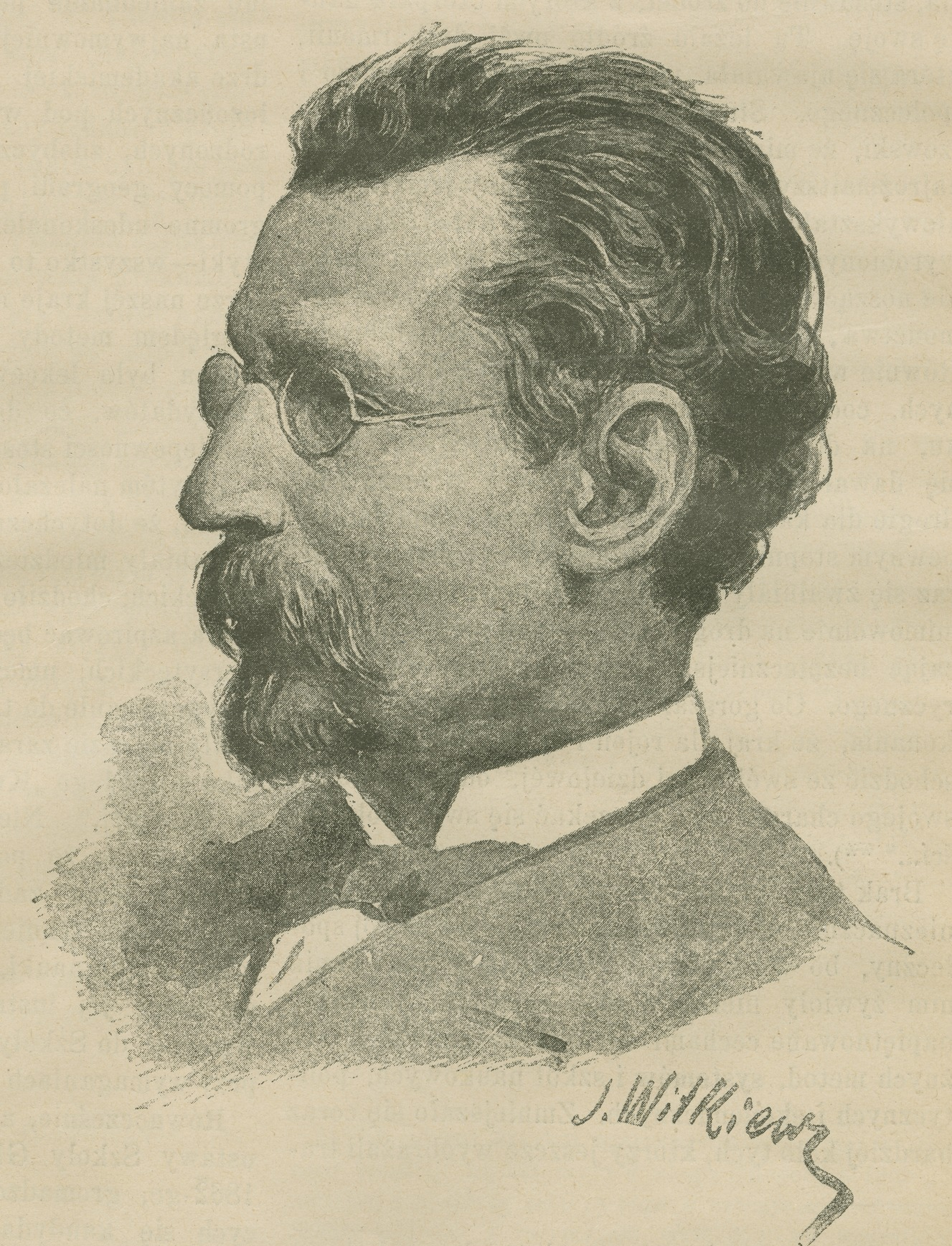
Bolesław Prus, autor Stanisław Witkiewicz
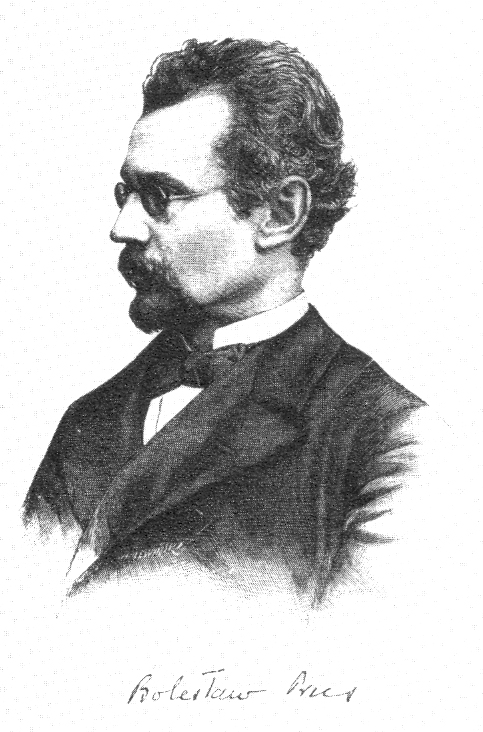
Portrét Bolesława Pruse z prvního vydání románu 'Loutky'
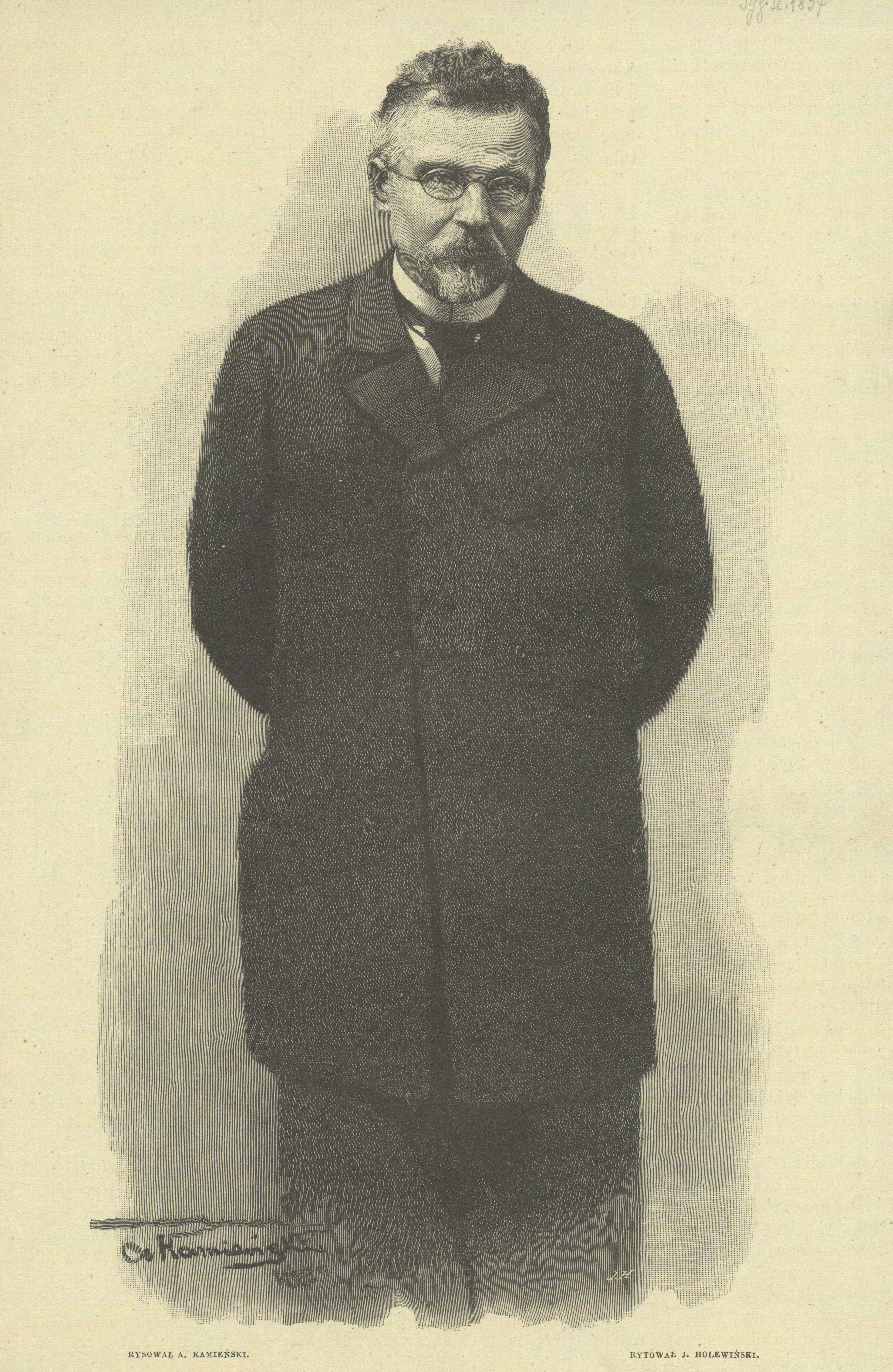
Bolesław Prus, autor Antoni Kamieński (1897)
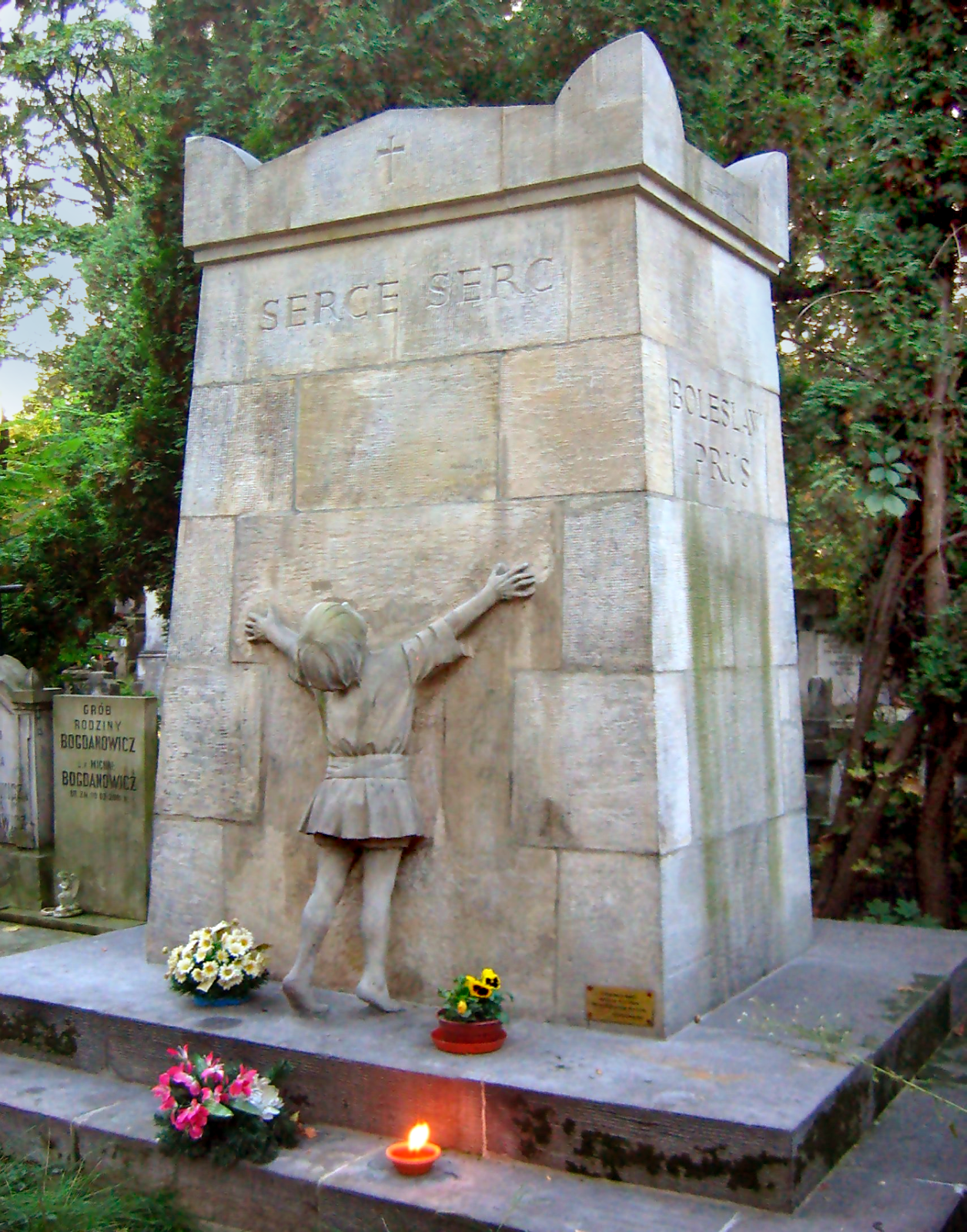
Hrob Bolesława Pruse ve Varšavě
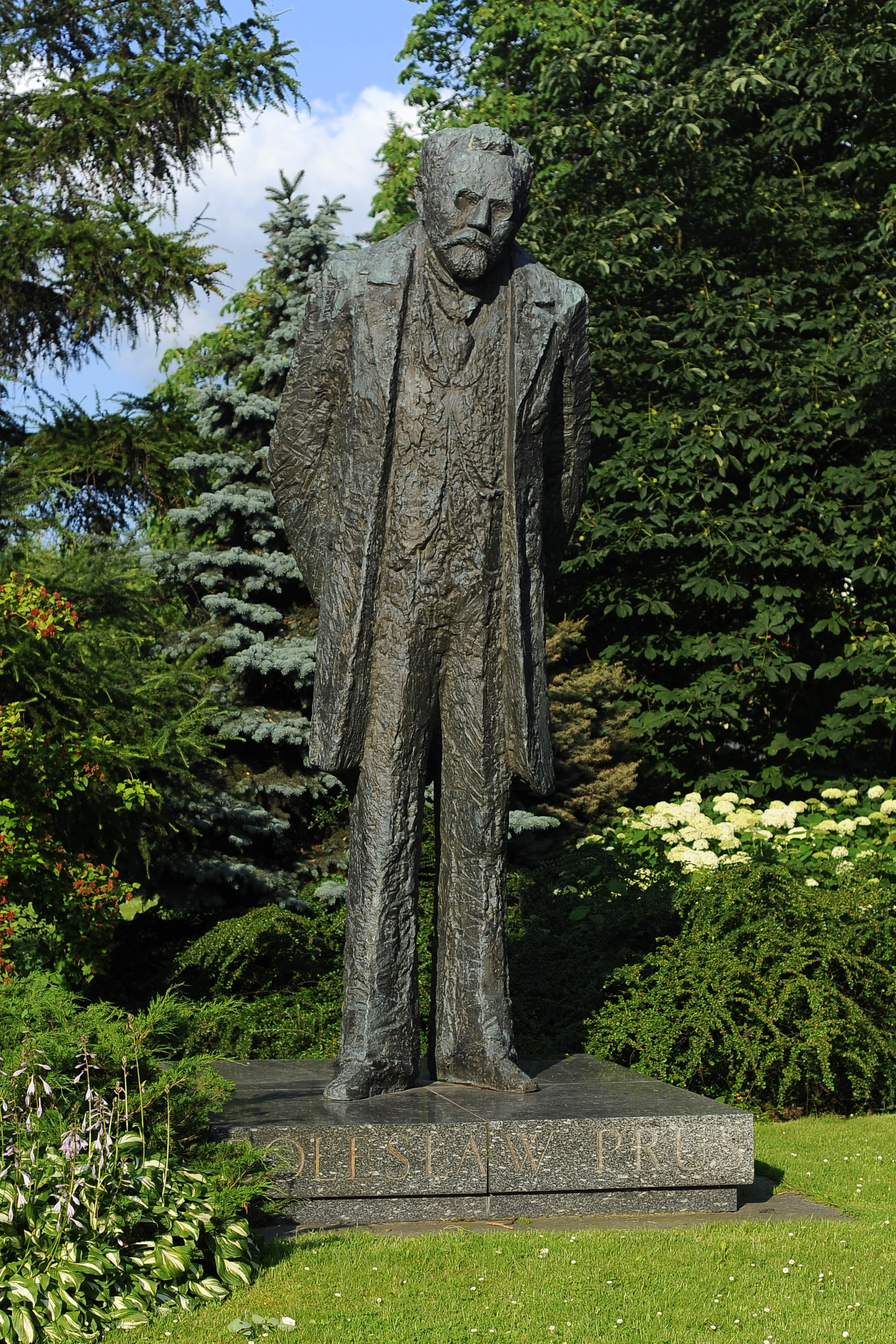
Pomník Bolesława Pruse ve Varšavě

## Zajímavosti
- Jeho literárním dílem, významem a životem se akademicky zaobíral polský literární historik prof. dr hab. Stanisław Fita (1932–2011), který mu věnoval i část své publikační činnosti.